# August Wilhelmj
August Emil Daniel Ferdinand Viktor Wilhelmj (ur. 21 września 1845 w Usingen, zm. 22 stycznia 1908 w Londynie) – niemiecki skrzypek i kompozytor.

## Życiorys
Pochodził z muzykującej rodziny. Jego ojciec grał amatorsko na skrzypcach, matka Charlotta z domu Petry była pianistką i śpiewaczką, uczennicą Fryderyka Chopina. W młodości uczył się muzyki u Konrada Fischera, nadwornego skrzypka na dworze książęcym w Wiesbaden. Jako cudowne dziecko wystąpił po raz pierwszy publicznie w 1854 roku. W 1861 roku występował w Weimarze przed Ferencem Lisztem, który zachwycony jego talentem rekomendował go do konserwatorium w Lipsku, gdzie w latach 1862–1864 kształcił się u Ferdinanda Davida, Moritza Hauptmanna i Ernsta Richtera. W 1864 roku pobierał dodatkowe lekcje u Joachima Raffa.
Wielokrotnie występował za granicą, koncertował w Holandii i Szwajcarii (1866), Francji i Włoszech (1867), Rosji, Szwajcarii, Francji i Belgii (1869), Anglii, Szkocji i Irlandii (1869–1870), Holandii, Skandynawii, Niemczech i Austrii (1871–1874), Anglii (1875–1877), Stanach Zjednoczonych (1878), Ameryce Południowej, Australii i Azji (1878–1882). W 1874 roku wystąpił w Warszawie i Lwowie. W 1876 roku był koncertmistrzem orkiestry na festiwalu w Bayreuth. W 1894 roku osiadł w Londynie, gdzie wykładał w Guildhall School od Music.

## Twórczość
Należał do najwybitniejszych skrzypków 2. połowy XIX wieku, jego grę ceniono za walory techniczne i nośny dźwięk. Zyskał sobie przydomek „niemieckiego Paganiniego”. Komponował utwory na skrzypce i fortepian lub orkiestrę oraz pieśni. Napisał kadencję do Koncertu skrzypcowego D-dur Ludwiga van Beethovena. Najbardziej zasłynął jednak jako autor licznych parafraz i transkrypcji utworów innych kompozytorów, dokonał m.in. aranżacji na skrzypce i orkiestrę Träume Richarda Wagnera. Był pierwszym wykonawcą I Koncertu skrzypcowego Joachima Raffa, z którego potem usunął 50 taktów i przeinstrumentował partię orkiestry. Największą popularność zyskała sobie dokonana przez niego aranżacja arii z Suity orkiestrowej D-dur Johanna Sebastiana Bacha, która stała się znana pod tytułem Aria na strunie G.
Wspólnie z Jamesem Brownem opublikował pracę A Modern School for the Violin.